# 333 (tal)
333 är det naturliga talet som följer 332 och som följs av 334.

## Inom vetenskapen
- 333 Badenia, en asteroid.

## Inom matematiken
- 333 är ett udda tal
- 333 är ett sammansatt tal
- 333 är ett defekt tal
- 333 är ett palindromtal
- 333 är ett hendekagontal